# Кора Сікіонська
Ко́ра Сікіо́нська (дав.-гр. Κόρα — «дівчина»), також відома як Калліро́я Сікіо́нська (дав.-гр. Καλλῐρόη — «прекрасноплинна») — художниця, згідно з легендою, викладеною Плінієм Старшим, напівлегендарний персонаж, донька давньогрецького гончаря Бутада, з якою пов'язано винайдення образотворчого мистецтва.

## Міфологія
Можливо, Кора існувала насправді й переїхала в Коринф із Сікіону разом із батьком, імовірно, близько 600 років до нашої ери.
Дочка Бутада, за легендою, викладеною Плінієм (в оригінальному тексті її ім'я не називається), закохалася в юнака.
Пліній також називає Бутада винахідником «жолобчастих черепиць» і антефіксів із червоної глини (з додаванням рубрики — червоної фарби) для покрівлі, і повідомляє, що «контурний рельєф», створений його донькою, ще довго зберігався в Коринфі та проіснував кілька століть, аж доки, після розгрому Ахейського союзу 146 р. до н. е., римський воєначальник Муммій Ахейський не зруйнував місто вщент.
Легенда про дочку Бутада пережила багато століть. Художників періоду романтизму межі XVIII-XIX століть і ампіру початку XIX століття приваблював сюжет про винахід живопису дівчиною, яка хотіла закарбувати вигляд свого коханого. В образі прекрасної німфи, що малює тінь від профілю юнака, Кора із Сікіону зображена на багатьох малюнках, картинах і гравюрах.